# Elbasani (prefeitura)
Elbasani (em albanês:  Qarku i Elbasanit) é uma prefeitura da Albânia. Sua capital é a cidade de Elbasani.

## Distritos
- Peqin
- Librazhd
- Gramsh
- Elbasani